# Patrick Costello (Ruderer)
Patrick „Pat“ Bernard Costello (* 12. März 1929 in Detroit; † 12. Juli 2014 in Harbor Springs) war ein Ruderer aus den Vereinigten Staaten. Er gewann bei den Olympischen Spielen 1956 die Silbermedaille im Doppelzweier.

## Karriere
Patrick Costello vom Detroit Boat Club war als Ruderer in den Jahren von 1951 bis 1958 sowohl bei den Meisterschaften der Vereinigten Staaten als auch bei den kanadischen Meisterschaften erfolgreich. 
Bei den Olympischen Spielen 1952 in Helsinki trat er im Doppelzweier zusammen mit Walter Hoover an. Die beiden belegten den zweiten Platz im Vorlauf hinter den Italienern. Im Halbfinale waren sie ebenfalls Zweite, diesmal hinter dem Boot aus der Tschechoslowakei. Für den Finaleinzug hätten sie den anschließenden Hoffnungslauf gewinnen müssen, belegten aber auch hier den zweiten Platz hinter den späteren Olympiadritten aus Uruguay.
Vier Jahre später trat Costello bei den Olympischen Spielen in Melbourne mit James Gardiner an. Die Amerikaner gewannen ihren Vorlauf und erreichten damit das Finale, in dem vier Boote antraten. Es siegten Alexander Berkutow und Juri Tjukalow aus der Sowjetunion mit acht Sekunden Vorsprung auf Gardiner und Costello, fünf Sekunden hinter den Amerikanern belegten die Australier Murray Riley und Mervyn Wood den dritten Platz.